# كارولين بوركو
كارولين بوركو (بالإنجليزية: Carolyn Porco)‏ هي عالمة كواكب أمريكية (ولدت في 6 مارس عام 1953) المعروفة باستكشافاتها في مجال النظام الشمسي. بدأت عملها في مهمة فوياجر وهي قائدة مهمة كاسيني-هايجنز وعضوة في مهمة نيو هورايزونز وهي خبيرة في حلقات الكواكب مثل كوكب زحل والقمر انسيلادوس. وقد شاركت في تأليف أكثر من 100 ورقة علمية يدور محتواها حول التحليل الطيفي لكوكب أورانوس ونبتون وقياس الضوء لحلقات الكواكب والمحاكاة الحاسوبية لحلقات الكواكب والتوازن الحراري لترايتون وتدفق الحرارة من المناطق الداخلية لكوكب المشترى ومجموعة من النتائج عن الغلاف الجوي والأقمار الاصطناعية وحلقات زحل من مهمة كاسيني.
كما أنها متحدثة لها شعبية كبيرة فقد ألقت محاضرتين في TED، وكذلك الكلمة الافتتاحية لبانجيا اليوم والكثير غير ذلك. حصلت د/كارولين على العديد من الجوائز والأوسمة لمساهمتها في تطوير العلوم وتعريفها للعامة على سبيل المثال جائزة نيو ستيتسمان في عام 2009 باعتبارها واحدة من 50 شخص لهم تأثير كبير في عالمنا في هذه الأيام، وفي عام 2010 حصلت على وسام كارل ساجان مقدمة من الجمعية الفلكية الأمريكية لتميزها في إيصال التطورات العلمية إلى العامة، وفي عام 2012 كان اسمها من ضمن 25 شخص هم الأكثر تأثيرا في مجال الفضاء من قبل مجلة التايم.

## تعليمها
ولدت كارولين في نيويورك خرجت عام 1970 من ثانوية الكاردينال سبيل مان في برونكس وحصلت على درجة البكالوريوس من جامعة ولاية نيويورك في ستونى بروك في علم 1974. كما نالت شهادة الدكتوراه من معهد كاليفورنيا للتكنولوجيا عام 1983 في شعبة العلوم والجيولوجيا وأشرف عليها دكتور بيتر جولد ريتش.

## فوياجر
فوياجر وتعني المسافر، ففي خريف عام 1983 انضمت د/بوركو لأعضاء هيئة التدريس الخاصة بجامعة أريزونا. وفي نفس السنة انضمت د/ كارولين لفريق فوياجر وهكذا أصبحت عضو نشط في بعثة فوياجر خصوصا في عام 1986 أثناء مرور فوياجر بجوار أورانوس ونبتون عام 1989 وهكذا قاد الفريق فوياجر أثناء مروره بحلقات نبتون الرقيقة.
كعالمة شابة في فريق فوياجر فقد كانت كارولين أول شخص يصف السلوك الغريب والحلقات الخاصة بالكواكب، استكشف فوياجر الحلقات الخاصة بزحل لتوضيح الآلية التي يستخدمها، وأيضاً اكتشف الحلقات الخارجية لكوكب أورانوس وساعد في اكتشاف الأقمار مثل كورديلا وأوفيليا وقدمت تفسير لحلقات نبتون التي اكتشفت من قبل فوياجر أيضا كانت من المشاركين المنشئين لفكرة أخذ فوياجر صور للكواكب وشاركت في التخطيط والتنظيم والتنفيذ وقد صور فوياجر العديد من الصور مثل الصورة المشهورة النقطة الزرقاء الشاحبة وهي صورة للأرض.

## كاسيني-هايجنز
في نوفمبر 1990، تم اختيار د/بوركو كقائد لفريق التصوير لبعثة كاسيني هيغنز، وهي مهمة دولية تنص على وضع مركبة فضائية في مدار كوكب زحل ولتحقيق في أقمار زحل وأكبر أقماره تيتان، ففي أثناء هذه البعثة اكتشفت كاسيني 7 أقمار لزحل وهم ميثوني وبالليني ودافنيس وإجايون وآنثي وبوليديوكيس وأيضاً أقمار صغيرة في الحلقة B الخارجية.
ووجدوا أيضا حلقات عديدة مثل حلقات تتزامن مع أطلس وجانوس إبيميثيوس (قمر) إيمثيوس، وأيضا حلقة تتزامن مع مدار بالليني وهي حلقة منتشرة بين مدار أطلس والحلقة F من حلقات زحل وحلقات أخرى جديدة داخل الفراغات الموجودة داخل حلقات زحل.
وكان فريق بوركو هو المسؤول عن أول استكشاف لبحيرة النفط والغاز، فضلا عن منطقة البحيرة في المنطقة القطبية الجنوبية من تيتان في عام يونيو 2005. وفي عام 2007 في شهر فبراير وجد مجموعة ممثالة وأكبر من البحيرات المميزة في القطب الشمالي للمنطقة. وكانوا أيضا مسؤولين عن أول استكشاف للبراكين الثائرة الخاصة بانسيلادوس وهو سادس أكبر قمر لزحل.
أول اقتراح كان تقديم الحجج العلمية المفصلة على أن ربما تكون هذه التدفقات حمم فوارة تأتي من البراكين السائرة القريبة من خزانات المياه الموجودة تحت القطب الجنوبي للقمر الصغير.

## نيو هورايزونز
د\كارولين هي عضوة في مهمة نيو هورايزونز وتعني آفاق جديدة وهي مهمة للوصول لـبلوتو وحزام كويبر ومن المقرر الوصول لبلوتو عام 2015.

## مناصب الجامعة
خدمت بوركو في هيئة التدريس في جامعة أريزونا 1983 حتى 2001، ودرست للطلبة والخريجين وكانت واحدة من خمسة متسابقين نهائيين لمركز جامعة أريزونا.
ود\بوركو هي عالمة أبحاث بارزة في معهد علوم الفضاء في بولدر، كولورادو وقالت انها كانت أستاذ مساعد في جامعة كولورادو في بولدر.

## مستشار ناسا
كانت د\بوركو مشاركة نشطة في توجيه برامج ناسا في استكشاف الكواكب خلال عضويتها في العديد من مهام ناسا وعضويتها في اللجان الاستشارية بما في ذلك اللجان الفرعية للطاقة الشمسية ونظم الاستكشاف، ووضع المريخ تحت المراقبة من أجل دراسته، ووضع خريطة النظام الشمسي ضمن أولويات التطوير في عام 1990، شغلت منصب رئيسة المجموعة الاستشارية الصغيرة لناسا وعملت لدراسة وتطوير المستقبل الخارجة لبعثات النظام الشمسي برعاية وكالة ناسا والأكاديمية الوطنية للعلوم.

## مخاطبة العامة
تتحدث د\ بوركو كثيرا عن بعثة كاسينى واستكشاف الكواكب بشكل عام وظهرت في كثير من المؤتمرات الشهيرة مثل البوب تكنولوجى عام (2006,2005)
و (2009,2007) TED, وحضرت ندوة ماوراء الاعتقاد وكانت متحدثة فيه في نوفمبر 2006
عام (2007) حديث د\ كارولين لـTED، «رحلة الإنسان»، مفصلة مجاليين من الاكتشاف الذي جاءت به بعثة كاسينى:
1) استكشاف أقمار زحل تيتان وإنسيلادوس وقد قالت في كلمتها الافتتاحية:
أن رحلة العودة إلى كوكب زحل هي جزء من الحقيقة وأيضا هي إشارة مجازية إلى رحلة بشرية أكبر بكثير.
وفي وصف البيئة في تيتان، بما فيها من جزيئات النيتروجين الكثيرة فالجو قاسي مع المركبات العضوية، دعت د\كارولين جمهورها لتخيل المشهد على سطح القمر:
قالت: توقف وفكر لمدة دقيقة حاول أن تتخيل ما قد يبدو عليه سطح تيتان، إنه الظلام في عز الظهيرة على تيتان تماما مثل ظلمة الغسق العميقة على الأرض إنه بارد، إنه غريب، إنه ضبابي، قد تمطر وكنت واقف على ضفاف بحيرة ميشيغان وهي ممتلئ، هذا هو الرأى القائل بأن كان لدينا مثل هذا على تيتان قبل وصولنا هناك مع كاسينى وأستطيع أن أقول لكم ماوجدنا على تايتن ولكن لا يشبه ماقلته في التفاصيل. وهي قطعة رائعة كما في القصة، بالنسبة لنا، بالنسبة لأعضاء كاسينى كانت مغامرة مثل مغامرة جول فيرن المغامرة تتحقق!
بعد أن وصفت ميزات مختلفة لتيتان وتقديم الصور الأولى التي التقطها كاسينى هايجنز لسطح تيتان،
انتقلت د\بوركو إلى وصف انسيلادوس والتدفقات من جسيمات جليدية التي تأتي من البراكين الثائرة الموجودة في القطب الجنوبي للقمر، قالت: وصلنا إلى استنتاج يفيد أن هذه التدفقات يمكن أن تكون من براكين ثائرة بجوار جيوب من المياه السائلة تحت سطح القمر انسيلادوس، لذلك ربما لدينا مياه سائلة ومواد عضوية وحرارة زائدة وبعبارة أخرى ربما قد عثرت ونحن على الكأس المقدسة (الغاية الأسمى) في العصر الحديث باستكشاف الكواكب، أو بعبارة أخرى يحتمل وجود بيئة مناسبة للكائنات الحية. وانا لا أعتقد أنني بحاجة لأقول لكم ان اكتشاف حياة في أماكن أخرى من نظامنا الشمسي، سواء كان ذلك في انسيلادوس أو أي مكان آخر، سيكون لها آثار هائلة علميا وثقافيا. لأنه إذا كان يمكن أن نثبت أن لبينات الحياة (الأحماض الأمينية) وقعت ليس مرة واحدة بل مرتين بشكل مستقل في نظامنا الشمسي
فإن ذلك يعني بالاستدلال وقوع عدد مذهل من المرات في جميع أنحاء مجموعتنا الشمسية في تاريخها العام (13700000000). وجرى ذلك الحديث عام (2009) في TED وكان بعنوان «هل من الممكن الحياة على سطح قمر زحل؟» 
. She attended and was a speaker at the قالب:Ill-WD2Beyond Belief symposium on November 2006.

## التلفاز والوثائقيات
كانت د\كارولين مضيفة منتظمة ومحللة ومستشارة في علم الفلك لقناة سي إن إن وقد قدمت العديد من البرامج التلفزيونية والإذاعية لشرح العلوم للجمهور العادي.
بما في ذلك ظهورها news hour و 60 دقيقة لـسي بي إس، والأفلام الوثائقية على التلفاز عن استكشاف الكواكب مثل برنامج الكواكب على قناة ديسكفرى وبي بي سي ودليل المسافر بين الكواكب على قناة ناشونال جيوغرافيك وبرنامج الأ فق على قناة بي بي سي وبرنامج A&E الخاص ببعثة فوياجر بعنوان الرحلة الكونية: البعثة المسافرة بين النجوم، ظهرت د\كارولين أكثر من مرة على التلفاز وأيضا شغلت منصب المستشار العلمي للمعرض ومدير الرسوم المتحركة.
عملت د\كارولين كمستشار لفيلم الاتصال الذي صدر عام 1997 الذي استند إلى رواية الفلكي المعروف جيدا كارل ساجان وكانت البطلة فيه الممثلة جودى فوستر واقترح كارل ان تستخدم جودى د\كارولين كنموذج واقعي عن دورها في الفيلم.
وكانت أيضا مستشارة لفيلم ستار تريك (2009) في المشهد الذي تخرج منه إنتربرايس من تيتان في الضباب وأيضا في مشاهد زحل والخواتم والخلفيات 

## مقابلات ومقالات
قدمت د\كارولين العديد من المقابلات في وسائل الإعلام المطبوعة في عديد من المواضيع تتراوح بين استكشاف الكواكب والصراع بين العلم والدين (على سبيل المثال اللقاء مع نيوزويك وThe Humanist journal
وقد كتبت لمحة شخصية عن د\ كارولين في كثير من الجرائد والمجلات ابتداء من بوسطن غلوب (أكتوبر 1989) ونيويورك تايمز (أغسطس 1999، سبتمبر 2009)
Tucson Citizen (2001(news day (يونيو 2004) والجمعية الفلكية الملكية الكندية (2006(
في علم الفلك الآن (2006) وعلى الانتر نت أيضا لدى سي إن إن.كوم (2005(و Edge .org
قبل إطلاق كاسينى كانت د\كار ولين مدافعة قوية وواضحة في استخدام المواد المشعة على متن كاسينى وهي من مؤيدي خطط ر حلات الفضاء البشرية نحو القمر والمريخ، وفي مقالة افتتاحية نشرتها نيويورك تايمز سلطت د\كار ولين الضوء على ما قد تفعله مر كبة في أعماق الفضاء قادرة على إطلاق روبوتات كثيرة لاستكشاف النظام الشمسي.).

## أخرى
في عام 1994، كانت د\ كارولين عضوة في لجنة بر ئاسة كارل ساجان بعنوان الاتصالات العامة للعلوم التابع لناسا، وفي عام 1999 قالت أنها استعرضت سيرة كارل ساجان لصحيفة الجرديان، وقد نشرت مقالتها العلمية في الصنداي تايمز وعلم الفلك وthe Arizona Daily Star وSky & Telescope وAmerican Scientist وساينتفك أمريكان.
وهي نشيطة في عر ض العلوم إلى الجمهور كقائدة لفريق التصوير كاسيني-هايجنز
ومبدعة في تصميم المواقع التي تنشر بها الصور التي التقطتها كاسينى
وقالت انها تكتب الصفحة الرئيسية لموقع Captain's Log.
وهي أيضا الرئيس التنفيذي لشركة Diamond Sky Productions، وهي شركة صغيرة مكرسة للعلم وتقديم الصور والرسومات الحاسوبية الخاصة بالعلوم للجمهور.
.

## الجوائز والأوسمة
في عام 1999، تم اختيار د\كاولين من قبل صحيفة sunday times (لندن) باعتبارها واحدة من 18 قائد علمي للقرن 21، تم اختيارها من قبل Industrial Week على أنها واحدة من 50 شخص هم الأكثر مشاهدة على التلفاز، وفي عام 2008 تم اختيارها من قبل مجلة وايرد لتكون على القائمة الذكية وهي تضم 15 شخصا ينبغى أن يستشيرهم الرئيس.
واعترف بإسهاماتها في تطوير واستكشاف النظام الشمسي الخارجي عن طريق تسمية كويكب (7231) ببوركو في عام (2008) وهو تكريما لها ولإنجازاتها واعتراف بمساهمتها، حصلت د\كارولين على جائزة Isaac Asimov Science Award من قبل he American Humanist Association وفي سبتمبر عام 2009 حصلت د\كارولين على جائزة The Huntington Library 's Science Writer Fellowship لعام 2010 وفي نفس الشهر نيوستيتسمان اعتبرتها واحدة من 50 شخص غاية في الأهمية في هذه الأيام، في أكتوبر 2009 منحت هي وBabak Amin Tafreshi جائزة لينارت نيلسون تقديرا لعملهم في التصوير الفوتوغرافي.
وكان ماكتب على لوحة جائزة د\كار ولين كالآتي:
كارولين بوركو تجمع بين أفضل تقنيات استكشاف الكواكب والبحث العلمي مع الدقة الجمالية والموهبة والتعليم بينما صورها التي تصور الأجرام السماوية لنظام زحل بدقة فريدة من نوعها، إنها بمثابة أدوات لقادة العالم الخبراء فإنها تكشف أيضا جمال الكون بطريقة هي مصدر إلهام للجميع.
في أكتوبر 2010، تم منح د\كارولين بوركو ميدالية كارل ساجان لعام 2010 لتميزيها في إيصال المعلومات العلمية للجمهور وهذه الميدالية مقدمة من شعبة the American Astronomical Society's Division for Planetary Sciences
في مايو 2009، تلقت د\كارولين الدكتوراه الفخرية في العلوم من جامعة ولاية نيويورك في ستوني بروك والتي قالت ان د\ كار ولين تخرجت منها. وفي عام 2011 حصلت على جائزة الخريج المتميز من معهد كاليفورنيا للتقنية، وهو أعلى تكريم يمنح من قبل معهد كاليفورنيا للتكنولوجيا.
وفي عام 2012، أدرج اسم د\كارولين واحدًا من 25 اسم هم الأكثر تأثيرا في الفضاء عن طريق مجلة التايم 
"}}